# Le Haut-Richelieu
Le Haut-Richelieu – regionalna gmina hrabstwa (MRC) w regionie administracyjnym Montérégie prowincji Quebec, w Kanadzie. Stolicą jest miasto Saint-Jean-sur-Richelieu. Składa się z 14 gmin: 1 miasta, 9 gmin i 4 parafii.
Le Haut-Richelieu ma 114 344 mieszkańców. Język francuski jest językiem ojczystym dla 94,6%, angielski dla 3,4% mieszkańców (2011).